# Seefelder Jochbahn

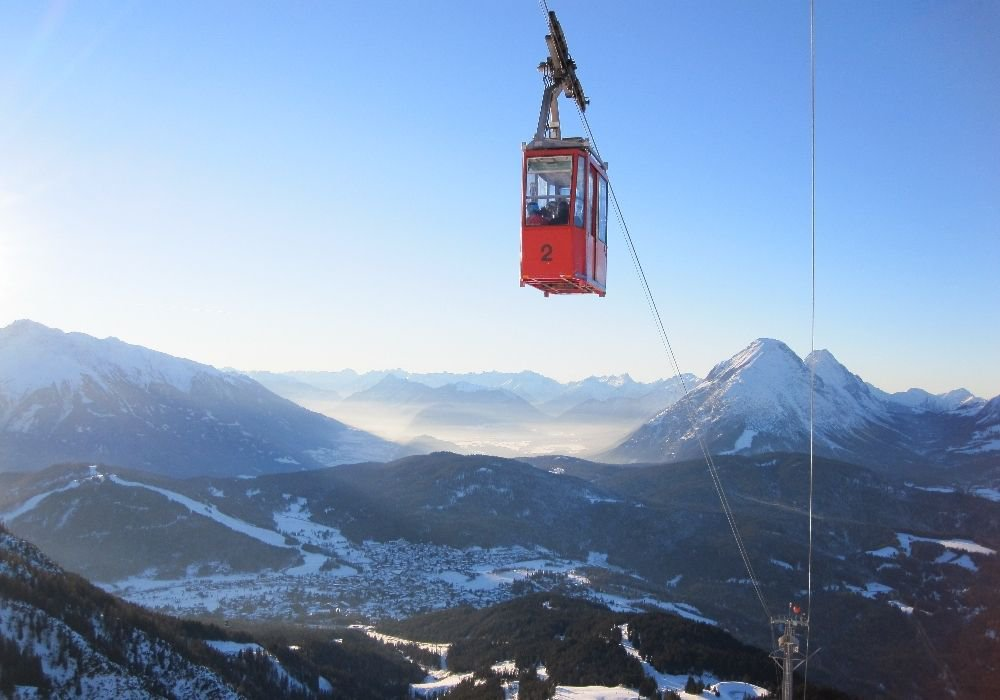
Alte Gondel der Seefelder Jochbahn mit Blick Richtung Seefelder Plateau und Oberinntal

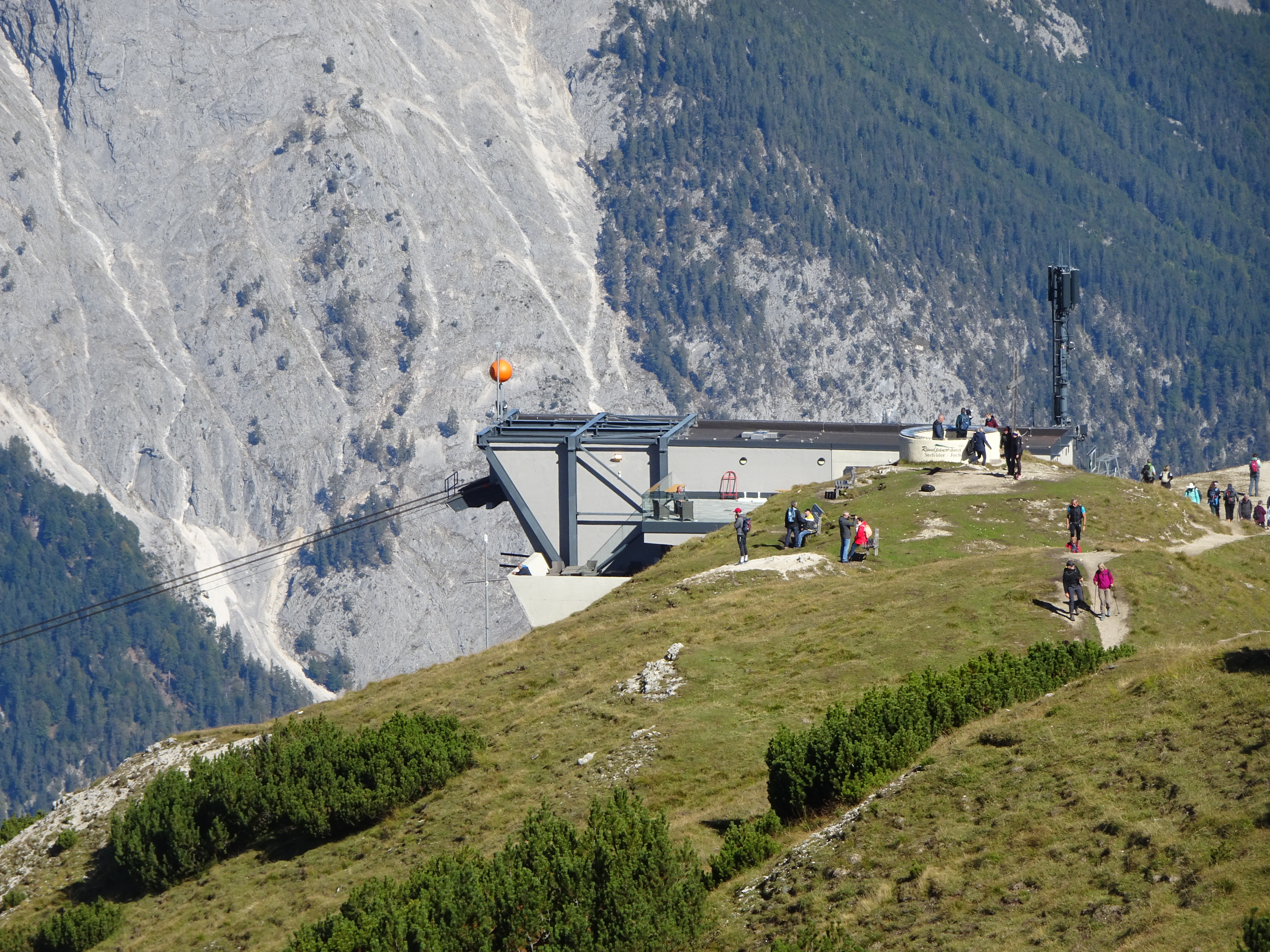
Bergstation im Jahr 2021

Die Seefelder Jochbahn ist eine Luftseilbahn (Pendelseilbahn) in Seefeld im österreichischen Bundesland Tirol, welche nach rund 60 Jahren im Dienst im März und April 2018 abgerissen und  im selben Jahr neu errichtet wurde.
Sie führt von der Rosshütte (1763 m ü. A.), zu der eine Standseilbahn von Seefeld führt, auf das Seefelder Joch (2060 m ü. A.). Die Anlage befindet sich im Besitz der Bergbahnen Rosshütte Seefeld-Tirol-Reith AG in Seefeld in Tirol.

## Name
Der Name der Seilbahn leitet sich vom Seefelder Joch ab, auf dessen Spitze die Bahn führt. Joch bedeutet im Karwendel oft nicht eine Scharte, sondern einen Berggipfel.

## Geschichte

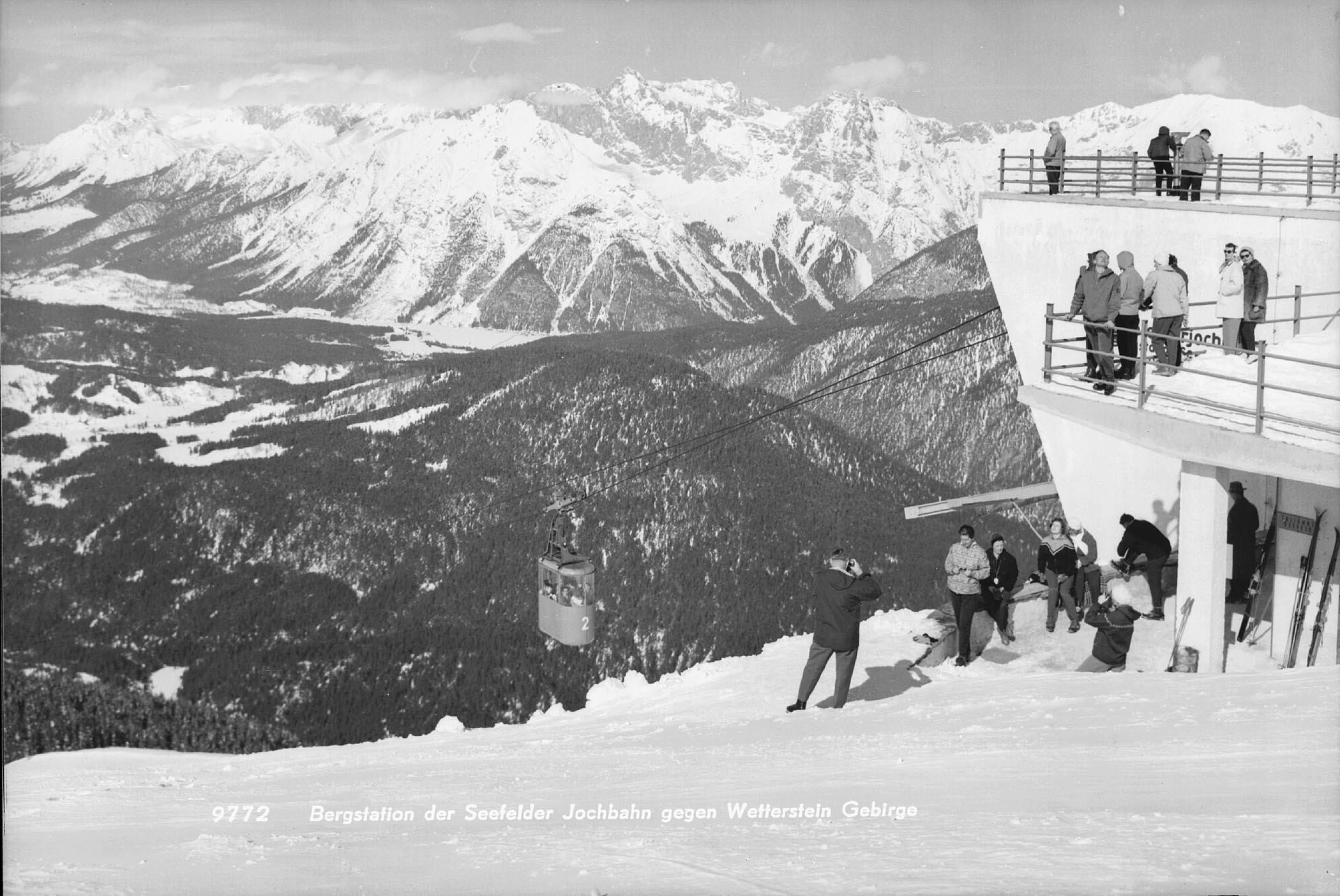
Bergstation gegen das Wettersteingebirge, um 1960

Die erste Seilbahnanlage an dieser Stelle wurde 1957/1958 nach den Plänen des Seilbahnkonstrukteurs Karl Peter errichtet. Es wurde bei dieser Anlage eine vollautomatische Seilbahn ohne Wagenbegleiter errichtet, nachdem Karl Peter eine Demonstrations- und Versuchsanlage in Batschuns zuvor errichtet hatte und bei der Seilbahn Bergbahn Lech–Oberlech in praktischen Versuchen die Betriebssicherheit nachgewiesen hatte. Die Seilbahn wurde am 26. Juni 1958 eröffnet.
1981/1982 folgte ein Umbau der Seefelder Jochbahn. Auch die neuen Kabinen hatten eine Kapazität von 12 Personen.
2012 war die Seilbahn mit 14 Fahrgäste kurzfristig außer Betrieb, weil eine der Tragseilbremsen eingefallen war. Verletzt wurde niemand.

## Technische Daten

### Neue Anlage (2018)

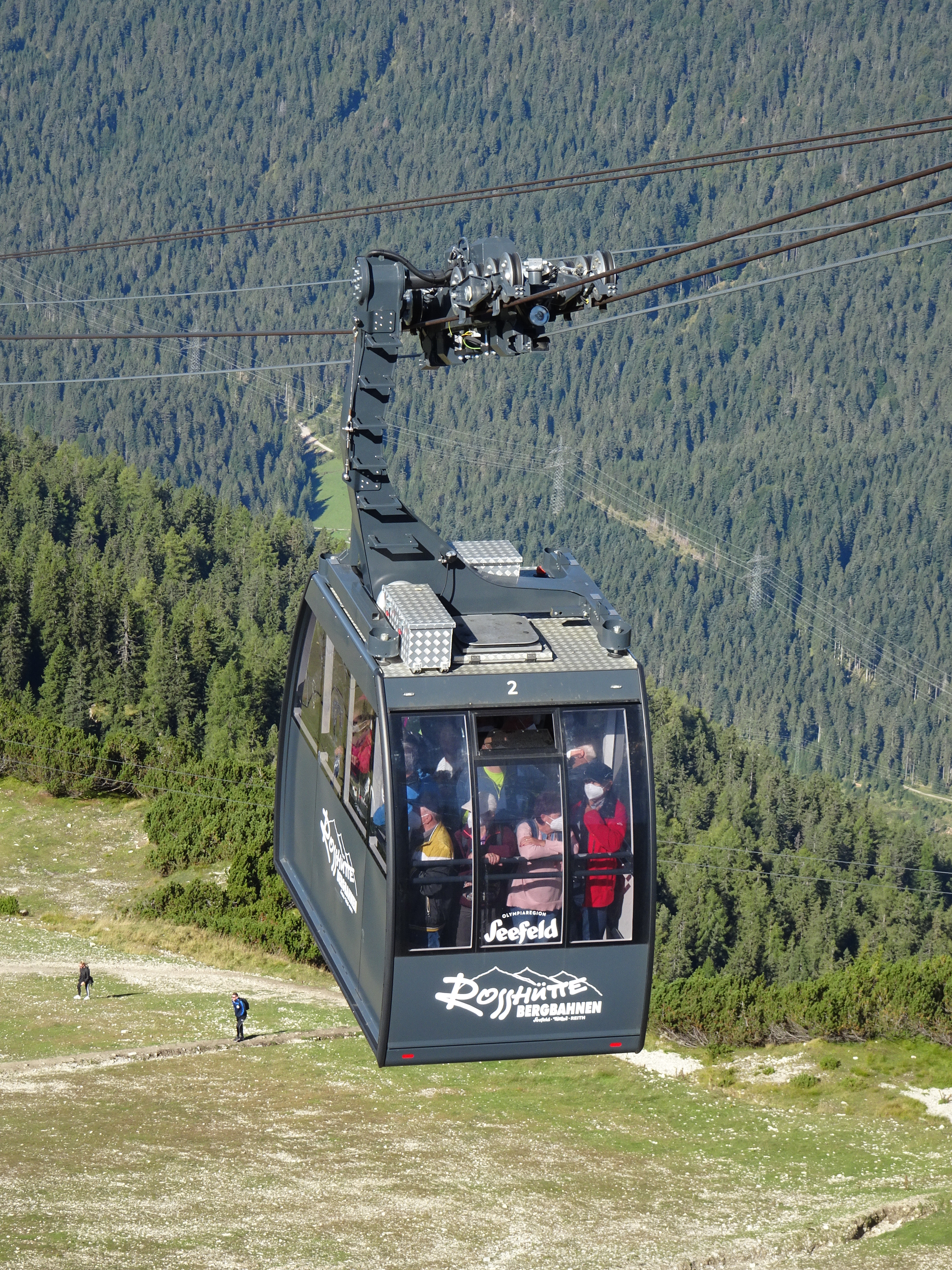
Kabine der neuen Bahn

Die neue Anlage der Seefelder Jochbahn nutzt die Stationsgebäude der alten Anlage mit verschiebbaren Bahnsteigen. Die Anlage wurde am 5. Dezember 2018 ohne weitere Auflage die Betriebsbewilligung erteilt. Hersteller der seilbahntechnischen Anlage war die Firma Ludwig Steurer Maschinen und Seilbahnbau aus Doren in Vorarlberg.
- Seilhöhe in der Talstation: 1763 m
- Seilhöhe in der Bergstation: 2064 m
- Höhenunterschied: 301 m
- Betriebslänge (schräge Länge): 849 m
- Fahrbetriebsmittel (Kabinen): 2
- Fassungsvermögen Fahrbetriebsmittel: 25 Personen
- Höchstfahrgeschwindigkeit 6 m/s
- Fahrtzeit: ca. 2,4 Minuten
- größte Förderleistung je Stunde und Richtung: 400 Personen.

Die neue Anlage wurde um mehr als 1 Million Euro teurer als geplant.

### Alte Anlage
Die Seilbahnanlage konnte je zwölf Personen / Kabine transportieren. Seit längerer Zeit war eine umfassende Erneuerung der Seefelder Jochbahn in Gespräch. Die Förderleistung galt seit Jahren als ungenügend, um dem Fahrgastaufkommen zu entsprechen. Durch den Umbau der Anlage um etwa vier Millionen Euro soll die Gesamtkapazität der Förderleistung der Anlage im Vergleich zur jetzigen Anlage gesteigert werden.
- Seilhöhe in der Talstation: 1762 m
- Seilhöhe in der Bergstation: 2064 m
- Höhenunterschied: 302 m
- Betriebslänge (schräge Länge): 905 m
- Stützen: 1
- Antriebsstation: Talstation
- Elektrische Steuerung von: Seilbahntechnik Graz
- mittlere Neigung: 35,60 %
- größte Neigung: 51 %
- Fahrbetriebsmittel (Kabinen): 2
- Fassungsvermögen Fahrbetriebsmittel: 12 Personen
- Höchstfahrgeschwindigkeit 5 m/s
- Fahrtzeit: ca. 3,2 Minuten
- größte Förderleistung je Stunde und Richtung: 180 Personen.

## Wandern
Die Seefelder Jochbahn endete beim Seefelder Joch. Von dort sind mehrere Wandertouren möglich. Ein Panorama-Höhenweg führt zur Seefelder Spitze (2221 m) und weiter zur Reither Spitze (2374 m) und Nördlinger Hütte (2239 m). Ebenso ist der Abstieg ins Tal nach Seefeld möglich.